# Chelonus setaceus
Chelonus setaceus är en stekelart som beskrevs av Papp 1993. Chelonus setaceus ingår i släktet Chelonus och familjen bracksteklar. Inga underarter finns listade i Catalogue of Life.